# Normandia nitens
Normandia nitens é uma espécie de insetos coleópteros polífagos pertencente à família Elmidae.
A autoridade científica da espécie é Muller, tendo sido descrita no ano de 1817.
Trata-se de uma espécie presente no território português.